# Europaeum
La organización Europaeum es una red de universidades europeas, fundada en 1990-1991 por Lord Weidenfeld y Sir Ronnie Grierso para desarrollar estudios europeos, la movilidad de estudiantes y profesores entre las universidades de Europaeum. De esta manera, se procura el estudio de las lenguas europeas, de la historia, de la cultura y de la profesión del pueblo de Europa. Europaeum organiza escuelas de verano y conferencias habitualmente. También se estableció un programa para un curso de posgrado común de Historia y civilización europea entre las Universidades de Leiden, Oxford, París y Complutense de Madrid.
El secretario general de Europaeum actualmente es Paul Flather.

## Miembros
Las siguientes 10 universidades son miembros de Europaeum:
- Alemania:
  - Universidad de Bonn
- España:
  - Universidad Complutense de Madrid
- Finlandia:
  - Universidad de Helsinki
- Francia:
  - Universidad de París
- Italia:
  - Universidad de Bolonia
- Países Bajos:
  - Universidad de Leiden
- Polonia:
  - Universidad Jagellónica
- Reino Unido:
  - Universidad de Oxford
- República Checa:
  - Universidad de Praga
- Suiza:
  - Escuela internacional de Ginebra